# Chapulhuacán
Esta página se refiere a una localidad. Para el municipio homónimo véase Municipio de Chapulhuacán
Chapulhuacán es una localidad mexicana, cabecera del municipio de Chapulhuacán en el estado de Hidalgo.

## Toponimia
De origen náhuatl, chapol, langosta o chapulín; hua, posesivo y can, lugar: “Lugar de chapulines”.

## Historia
Para el siglo XV la región donde se encuentra Chapulhuacán era habitada por esos días por indios chichimecas-pames. Se dice que este pueblo fue fundado en el siglo XVI por tribus chichimeca, otomíes y mexicas, que tuvieron un señorío muy extenso formado por Jaltocán, Mecatlán, Cuesco, Tamazunchale, Huehuetla y Coxcatlán. El 15 de febrero de 1826, se consigna Chapulhuacán, como ayuntamiento perteneciente al partido de Zacualtipán de la prefectura de Huejutla. El 6 de marzo de 1827, se consigna Chapulhuacán como ayuntamiento perteneciente al partido de Metztitlán de la prefectura de Huejutla. El 12 de julio de 1877, Chapulhuacán, es elevado a la categoría de municipio.

## Geografía
La localidad se encuentra en la región de la Sierra Gorda, le corresponden las coordenadas geográficas 20°9′33.904″ de latitud norte y 98°54′16.515″ de longitud oeste, con una altitud de 922 m s. n. m. Su terreno es de sierra principalmente; y se encuentra en la provincias fisiográfica de la Sierra Madre Oriental, y dentro de la subprovincia del Carso Huasteco. En lo que respecta a la hidrología se encuentra posicionado en la región del Pánuco, dentro de la cuenca del río Moctezuma, y en la subcuenca del río Moctezuma.

### Clima
El clima es semicálido húmedo con lluvias todo el año; con una temperatura media anual de 24 °C, con neblina gran parte del año y frío intenso en invierno, en algunas ocasiones hasta podemos observar nieve, en general registra una precipitación pluvial de 2270 milímetros cúbicos por año.
| Parámetros climáticos promedio de Chapulhuacán | Parámetros climáticos promedio de Chapulhuacán | Parámetros climáticos promedio de Chapulhuacán | Parámetros climáticos promedio de Chapulhuacán | Parámetros climáticos promedio de Chapulhuacán | Parámetros climáticos promedio de Chapulhuacán | Parámetros climáticos promedio de Chapulhuacán | Parámetros climáticos promedio de Chapulhuacán | Parámetros climáticos promedio de Chapulhuacán | Parámetros climáticos promedio de Chapulhuacán | Parámetros climáticos promedio de Chapulhuacán | Parámetros climáticos promedio de Chapulhuacán | Parámetros climáticos promedio de Chapulhuacán | Parámetros climáticos promedio de Chapulhuacán |
| Mes                                            | Ene.                                           | Feb.                                           | Mar.                                           | Abr.                                           | May.                                           | Jun.                                           | Jul.                                           | Ago.                                           | Sep.                                           | Oct.                                           | Nov.                                           | Dic.                                           | Anual                                          |
| ---------------------------------------------- | ---------------------------------------------- | ---------------------------------------------- | ---------------------------------------------- | ---------------------------------------------- | ---------------------------------------------- | ---------------------------------------------- | ---------------------------------------------- | ---------------------------------------------- | ---------------------------------------------- | ---------------------------------------------- | ---------------------------------------------- | ---------------------------------------------- | ---------------------------------------------- |
| Temp. máx. abs. (°C)                           | 30.0                                           | 31.0                                           | 35.0                                           | 36.0                                           | 37.0                                           | 34.0                                           | 31.0                                           | 31.0                                           | 33.0                                           | 31.0                                           | 31.0                                           | 30.0                                           | 37.0                                           |
| Temp. máx. media (°C)                          | 18.5                                           | 19.8                                           | 22.2                                           | 23.4                                           | 24.9                                           | 23.9                                           | 23.2                                           | 23.3                                           | 22.9                                           | 21.5                                           | 20.4                                           | 19.1                                           | 21.9                                           |
| Temp. media (°C)                               | 12.7                                           | 14.0                                           | 16.3                                           | 17.9                                           | 19.7                                           | 19.0                                           | 18.6                                           | 18.5                                           | 18.2                                           | 16.4                                           | 14.9                                           | 13.5                                           | 16.6                                           |
| Temp. mín. media (°C)                          | 6.8                                            | 8.2                                            | 10.5                                           | 12.4                                           | 14.4                                           | 14.1                                           | 13.9                                           | 13.8                                           | 13.6                                           | 11.2                                           | 9.4                                            | 7.9                                            | 11.4                                           |
| Temp. mín. abs. (°C)                           | -5.0                                           | -2.0                                           | -2.0                                           | -2.0                                           | 7.0                                            | 4.0                                            | 4.0                                            | 4.0                                            | 5.0                                            | 2.0                                            | -1.0                                           | -5.0                                           | -5.0                                           |
| Precipitación total (mm)                       | 53.1                                           | 53.0                                           | 54.1                                           | 88.5                                           | 92.2                                           | 303.1                                          | 249.7                                          | 251.8                                          | 408.8                                          | 191.2                                          | 94.0                                           | 83.0                                           | 1929.5                                         |
| Días de lluvias (≥ 0.1)                        | 6.4                                            | 6.7                                            | 5.7                                            | 6.6                                            | 6.7                                            | 12.2                                           | 13.8                                           | 13.2                                           | 15.4                                           | 11.3                                           | 8.1                                            | 7.8                                            | 113.9                                          |
| Fuente: Servicio Meteorológico Nacional. 2015  |                                                |                                                |                                                |                                                |                                                |                                                |                                                |                                                |                                                |                                                |                                                |                                                |                                                |

## Demografía
De acuerdo con el Censo de Población y Vivienda 2020 del INEGI; la localidad tiene una población de 4054 habitantes, lo que representa el 17.70 % de la población municipal. De los cuales 1919 son hombres y 2135 son mujeres; con una relación de 89.88 hombres por 100 mujeres.
Las personas que hablan alguna lengua indígena, es de 173 personas, alrededor del 4.27 % de la población de la ciudad. En la ciudad hay 24 personas que se consideran afromexicanos o afrodescendientes, alrededor del 0.259 % de la población de la ciudad.
De acuerdo con datos del censo INEGI 2020, unas 3513 declaran practicar la religión católica; unas 9382personas declararon profesar una religión protestante o cristiano evangélico; 0 personas declararon otra religión; y unas 155 personas que declararon no tener religión o no estar adscritas en alguna.
| Gráfica de evolución demográfica de Chapulhuacán entre 1900 y 2020                           |
|                                                                                              |
| Población de los censos y conteos del Instituto Nacional de Estadística y Geografía (INEGI). |

## Economía
Tiene un grado de marginación medio y un grado de rezago social bajo. Las principales actividades económicas son el comercio y la agricultura.